# إيغلي كاجا
إيغلي كاجا (بالألبانية: Egli Kaja‏) هو لاعب كرة قدم ألباني في مركز الوسط، ولد في 26 يوليو 1997 في ألبانيا. لعب مع إيه أف سي ويمبلدون.

## وصلات خارجية
- إيغلي كاجا على موقع الاتحاد الأوربي (الإنجليزية)
- إيغلي كاجا على موقع قاعدة بيانات كرة القدم.إي يو (الإنجليزية)
- إيغلي كاجا على موقع Soccerbase.com (لاعب) (الإنجليزية)
- إيغلي كاجا على موقع Soccerway.com (الإنجليزية)
- إيغلي كاجا على موقع عالم كرة القدم.نت (الإنجليزية)